# Palumbo Center
A.J. Palumbo Center é uma arena multi-uso localizado em Pittsburgh, Estados Unidos.

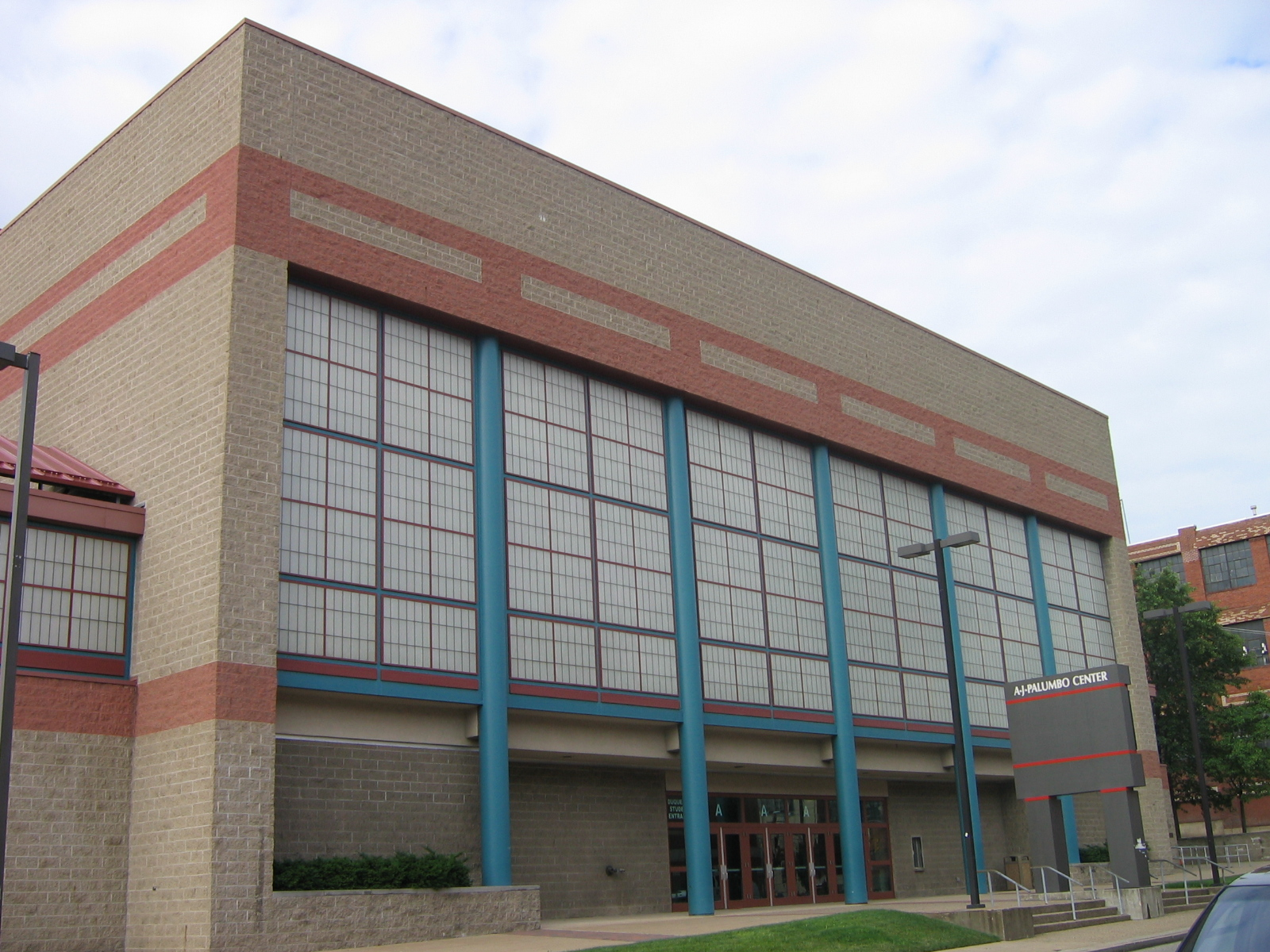
Palumbo Center

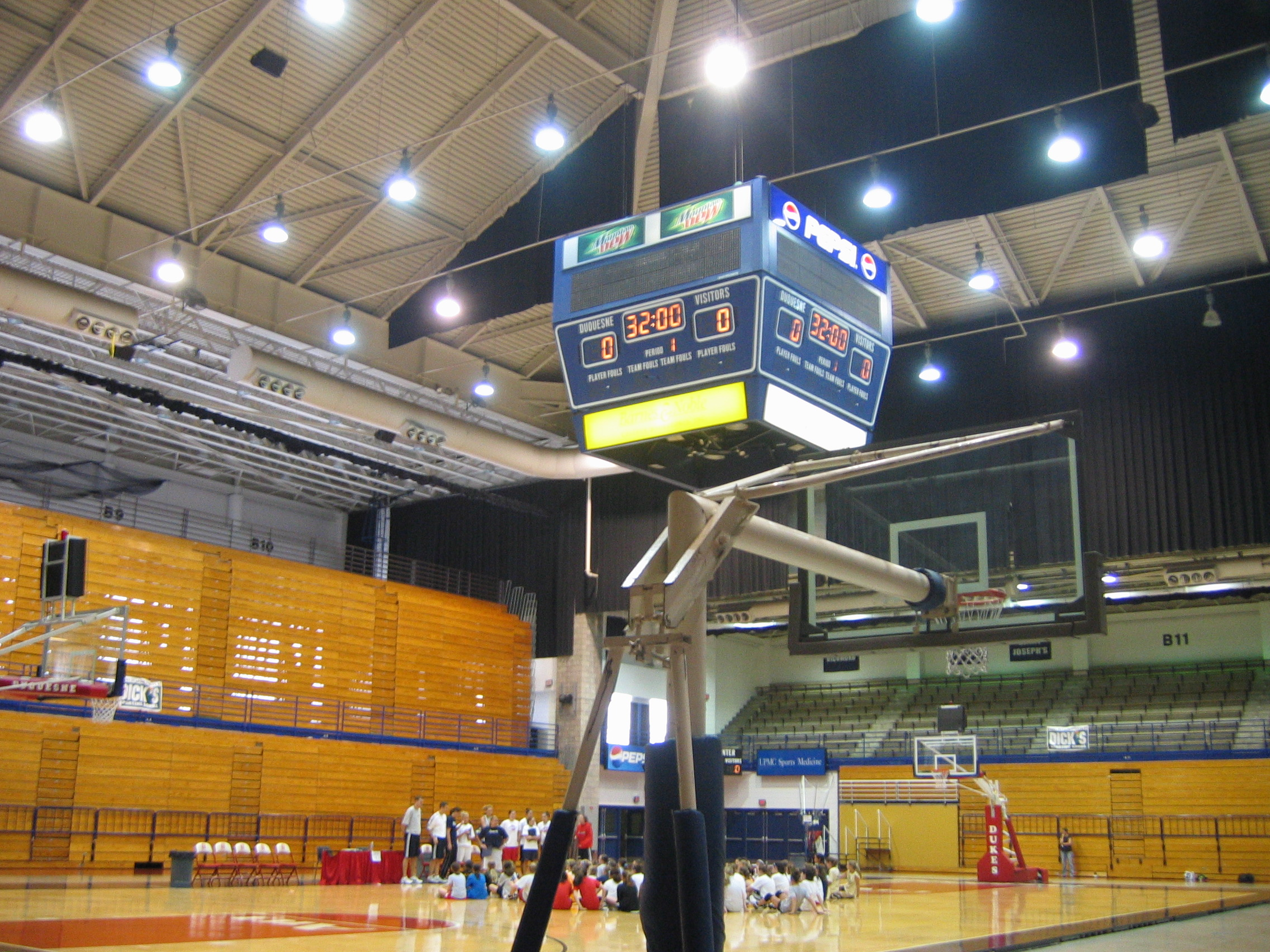
Interior em 2008

A instalação foi nomeada em honra do seu benfeitor, Antonio J. Palumbo, que foi eleito para o conselho da Universidade Duquesne de administração e, em 1987, recebeu um doutorado honorário de Negócios e Administração de Duquesne. Performance Magazine, uma revista especializada em shows, tem consistentemente classificado o Palumbo Center como uma dos 10 melhores arenas de seu tamanho desde a sua abertura, em 1988.
Após a temporada de basquete 2009-2010, a Universidade de Duquesne começou grandes reformas no Palumbo. Um placar de centro foi instalado, bem como placares novos nos cantos. Além disso, o assento na arquibancada atual no extremo norte da arena foi substituída por cadeiras permanentes. A Universidade também recebeu US$ 1,8 milhões em doações privadas para atualizar os vestiários para os homens e as equipes de basquete feminino e do time de vôlei. Ele será chamado de James and Janice Schaming Athletic Center, em homenagem ao maior doador.
Os primeiros jogos de basquete do Palumbo Center foram disputados em 3 de dezembro de 1988, onde o Duquesne derrotou o St. Joseph’s por 73-69. Em janeiro de 2008, o time do Duquesne tinha 132-125 (0,514) de recorde histórico no Centro Palumbo. . O centro é utilizado para a maioria dos principais esportes em Duquesne, e já foi palco de jogos do NIT e WNIT, campeonatos pós-temporada do ensino médio, campeonatos nacionais de wrestling, e competições do torneio Atlantic 10. Durante a temporada de basquete 1994-1995, o Palumbo foi a casa do Continental Basketball Association's Pittsburgh Piranhas. Na temporada elas perderam para o Yakima Sun Kings, nas finais da CBA de 1995. O novo Consol Energy Center é agora a casa para o anual Pitt Panthers-Duquesne Dukes City Game  bem como jogos de basquete de interesse regional, como o jogo de 12 de dezembro de 2010 entre o West Virginia Mountaineers e o Duquesne.